# تحديد الموقع الجغرافي

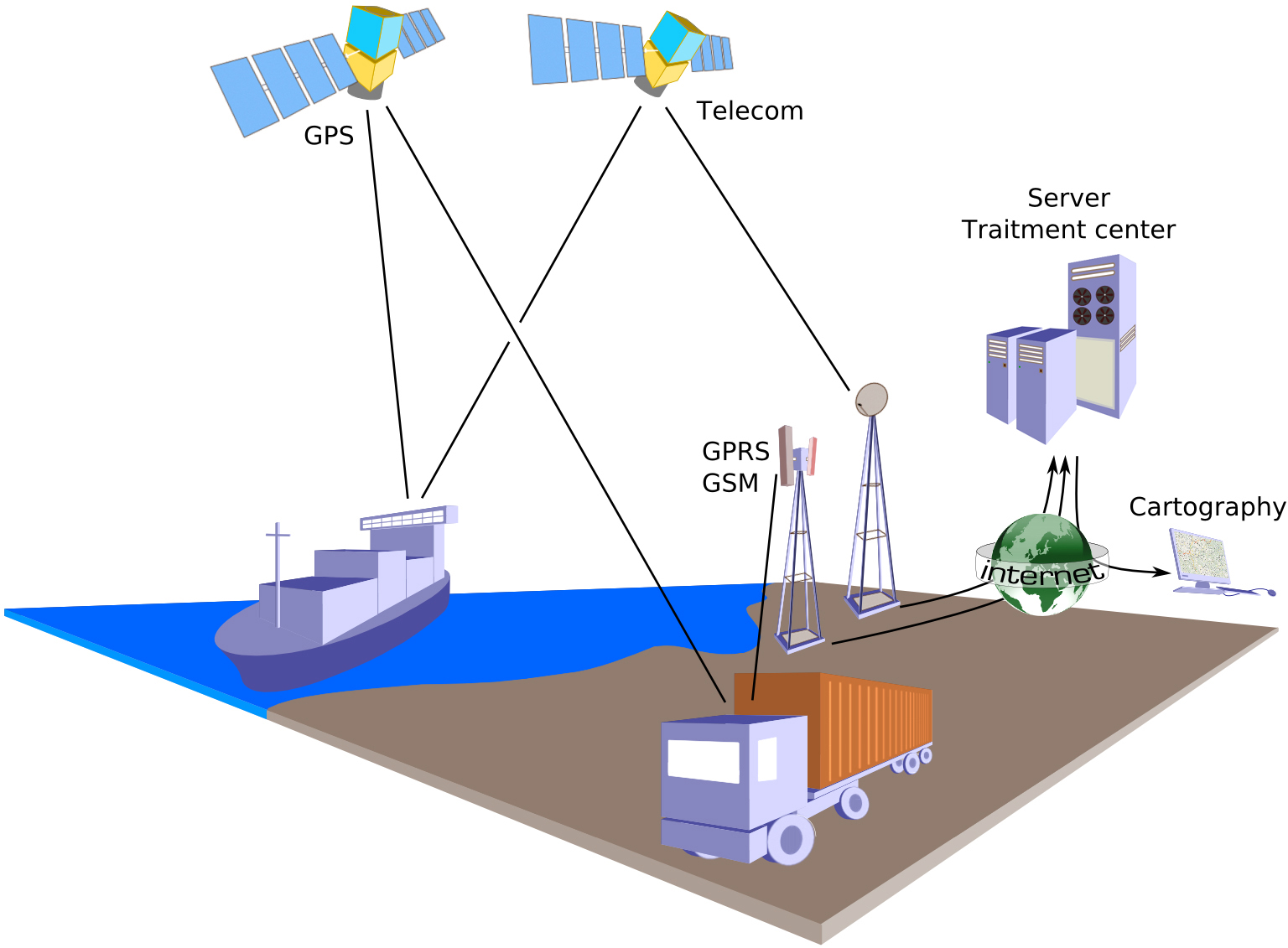
مبادئ تحديد الموقع الجغرافي باستخدام GPS

تحديد الموقع الجغرافي بالإنجليزية (Geolocation) هو تحديد أو تقدير الموقع الجغرافي الفعلي لكائن ما، مثل مصدر الرادار أو الهاتف المحمول أو محطة الكمبيوتر المتصلة بالإنترنت. في أبسط أشكاله تحديد الموقع الجغرافي، ينطوي على إنشاء مجموعة من الإحداثيات الجغرافية ويرتبط ارتباطا وثيقا باستخدام أنظمة تحديد المواقع ‏، ولكن يتم تعزيز فائدتها من خلال استخدام هذه الإحداثيات لتحديد موقع ذي معنى، مثل عنوان الشارع.
تشير كلمة تحديد الموقع الجغرافي أيضًا إلى إحداثيات خطوط الطول والعرض لموقع معين. تم توحيد المصطلح والتعريف وفقًا لمعيار نظام تحديد المواقع في الوقت الفعلي ISO / IEC 19762-5: 2008.
في مجال علم الاحياء الحيوان و علم البيئة، تُستخدم كلمة تحديد الموقع الجغرافي أيضًا للإشارة إلى عملية استنتاج موقع تتبع هجرة الحيوانات يستند، على سبيل المثال، إلى التاريخ الزمني لسطوع ضوء الشمس  أو درجة حرارة الماء وعمقه  تقاس بأداة مرتبطة بالحيوان. تسمى هذه الأدوات عادة علامات الأرشفة (بما في ذلك غرسات الرقائق الدقيقة، العلامة المنبثقة للقمر الصناعي، وعلامات تخزين البيانات) أو dataloggers . 